# キンイロヒキガエル
キンイロヒキガエル（金色蟇蛙、Bufo guttatus）は、ヒキガエル科ヒキガエル属に分類されるカエル。特定外来生物。

## 分布
ガイアナ、コロンビア、スリナム、ブラジル、フランス（仏領ギアナ）、ベネズエラ

## 形態
体長10-18cm。皮膚には疣がなく滑らか。種小名guttatusは「斑点のある」の意。
眼は大型で、虹彩は暗色。

## 生態
熱帯雨林等に生息する。夜行性。
食性は動物食で昆虫類や節足動物等を食べる。

## 人間との関係
ペットとして飼育されることもあり、日本にも輸入されていた。しかし2005年に外来生物法により本種を含めたヒキガエル属が未判定外来生物に指定され、また2008年に同法で特定外来生物に指定されたため、現在輸入は停止している。